# François de Callataÿ

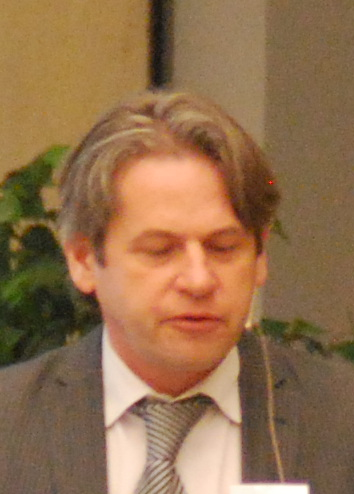
François de Callataÿ (2011)

Jonkheer François Philippe-Edouard-Léon de Callataÿ, (Ukkel, 13 juni 1961) is een Belgisch kunsthistoricus.
Hij werd geboren als telg uit het geslacht De Callataÿ en als oudste zoon van jonkheer Philippe de Callataÿ, conservator van het Wellington museum.
In 2007 won De Callataÿ de Francquiprijs . Hij is gedoctoreerd aan de Université catholique de Louvain in de archeologie en is anno 2010 afdelingshoofd van de Koninklijke Bibliotheek (kostbare afdelingen). Hij was lange tijd afdelingshoofd van het Penningenkabinet. Als hoogleraar is hij ook verbonden aan de Université libre de Bruxelles en de École pratique des hautes études te Parijs. Tevens is hij lid van de Académie royale des sciences, des lettres et des beaux-arts de Belgique en de Koninklijke Academie voor archeologie van België. Binnen het Franse Institut de France zetelt hij in de Académie des inscriptions et belles-lettres. In 2010 werd hij als lid opgenomen in de Academia Europaea.
- Bibliothèque nationale de France: cb123294130 (data)
- Gemeinsame Normdatei: 13250359X
- International Standard Name Identifier: 0000 0001 2024 1328
- Library of Congress Control Number: n95043011
- Nationale Bibliotheek van Letland: 000258183
- Nationale Bibliotheek van Israël: 987007297284805171
- Nederlandse Thesaurus van Auteursnamen: 072953454
- Istituto Centrale per il Catalogo Unico: RAVV061425
- Système universitaire de documentation: 032221444
- Virtual International Authority File: 38080347
- WorldCat: E39PBJmHMmkfYKW8MPbPPYctrq